# Chiesa di San Bartolomeo di Ciciana
La chiesa di San Bartolomeo di Ciciana è una chiesa di Lucca che si trova in località Ciciana.

## Storia e descrizione
Di origine altomedievale, venne ricostruita nel 1284 da un mastro comacino di nome Grazia. Di questa fase rimane solo il fianco nord e la parte inferiore della facciata con paramento a grossi blocchi di arenaria. L'interno si presenta con l'assetto acquisito nel XIX secolo nel corso di un totale rinnovamento che comportò anche la sopraelevazione dell'edificio. Rimangono tuttavia, ad attestare le antiche vicende dell'arredo interno, gli altari laterali, e due affreschi cinquecenteschi raffiguranti la Crocefissione con i Santi Rocco e Frediano, e la Madonna tra i Santi Jacopo, Sebastiano e Agata. All'altar maggiore è un dipinto raffigurante la Madonna e santi (1592) del bolognese Giovanni Maria Graziani.